# Andie MacDowell
Pour les articles homonymes, voir McDowell.
Rosalie Anderson MacDowell, dite Andie MacDowell (/ˈændi məkˈdaʊəl/), née le 21 avril 1958 à Gaffney (Caroline du Sud), est une actrice et mannequin américaine.

## Biographie

### Jeunesse
Rosalie Anderson « Andie » MacDowell naît à Gaffney, en Caroline du Sud. D'origine écossaise, elle est la fille de Pauline « Paula » Johnston (née Oswald), professeur, et Marion St. Pierre MacDowell, un homme d'affaires négociant en bois. Très tôt, ses parents divorcent ce qui l'affecte beaucoup dans sa jeunesse. Elle est élevée avec ses trois sœurs par une mère aimante mais dont la dépendance à l'alcool lui fait perdre emploi sur emploi,,,. MacDowell la soigna dès son plus jeune âge.
Elle va au Collège Winthrop, pendant deux ans, avant de passer brièvement à Columbia, en Caroline du Sud. Elle vit de petits boulots et habite alors avec sa sœur, Beverly, en attendant d'aller à New York pour y devenir mannequin. Elle est d'abord repérée par l'agence de mannequins Wilhelmina avant de signer avec Elite Model Management à New York.

### Actrice à succès (années 1990)

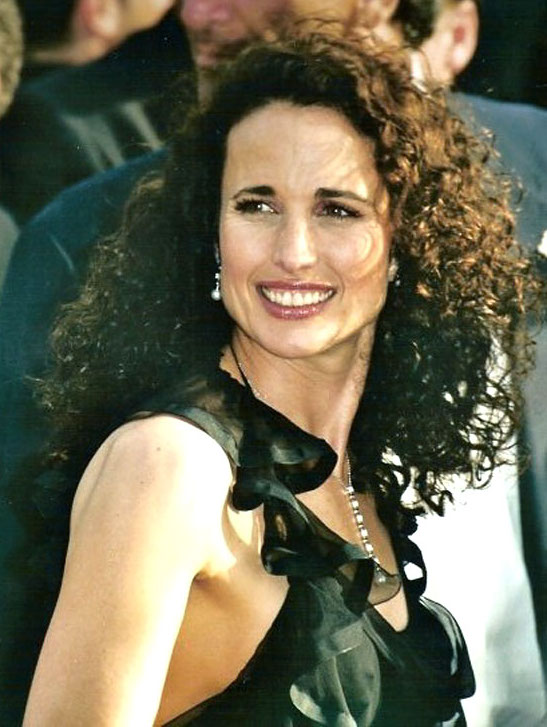
Lors du Festival de Cannes 2003.

Dans le début des années 1980, Andie MacDowell est mannequin pour Vogue magazine et apparaît dans des campagnes publicitaires pour Calvin Klein, Yves Saint Laurent ou Giorgio Armani.
Elle débute au cinéma avec Greystoke, la légende de Tarzan en 1984 où elle donne la réplique à Christophe Lambert. Dans la version originale du film, sa voix est doublée, à son grand désespoir, par Glenn Close, son accent du Sud des États-Unis ayant été jugé trop typé (bien que Jane soit une Américaine).
Après ce demi-échec, il ne lui faudra plus longtemps pour se départir de sa réputation de « Joli minois » ou de « Calvin Klein Jeans girl ». Son jeu d’acteur très remarqué dans Sexe, Mensonges et Vidéo de Steven Soderbergh, Palme d’Or au Festival de Cannes 1989, lui vaut l’Independent Spirit Awards de la meilleure actrice, le prix d’interprétation des Los Angeles Critics ainsi qu'une nomination au Golden Globe.
Son rôle dans Green Card (1990) avec Gérard Depardieu lui vaut une deuxième nomination au Golden Globe.
Elle trouve par la suite sa consécration de star dans les années 1990 dans les films romantiques : Un jour sans fin (1993) de Harold Ramis aux côtés de Bill Murray et Quatre Mariages et un enterrement (1994) de Mike Newell, aux côtés de Hugh Grant, le film qui relance la comédie britannique du milieu des années 1990, pour lequel elle obtient une troisième nomination au Golden Globe de la meilleure actrice dans un film musical ou une comédie.
Elle reçoit en 1997 un César d'honneur et le prix de la Goldene Kamera pour l’ensemble de sa carrière.

### Passage au second plan (années 2000-2010)

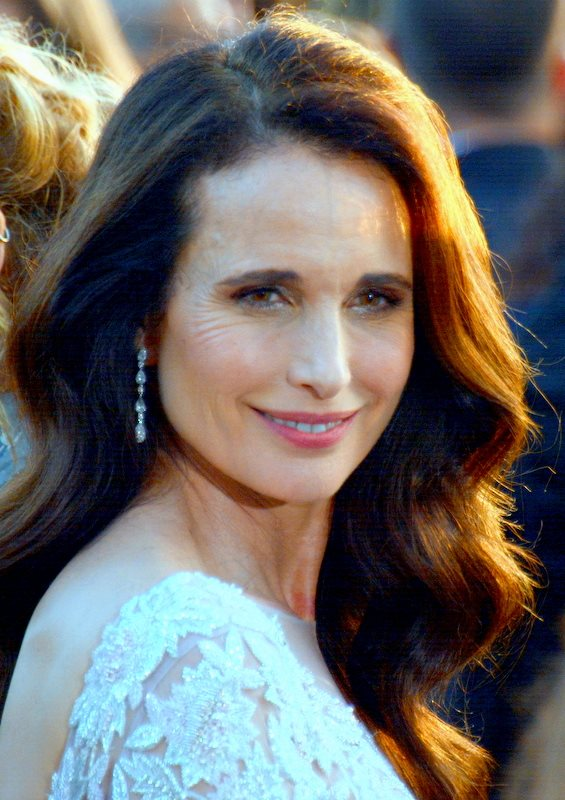
Puis à l'édition 2015 du Festival, comme égérie l'Oréal.

Les années 2000 sont beaucoup plus difficiles, alors que l'actrice tente de s'extirper du registre romantique : seul le téléfilm Dinner With Friends (2001), reçoit de bonnes critiques. Quant au drame Harrison's Flowers, dont elle interprète le rôle principal, sous la direction du réalisateur français Élie Chouraqui, il divise la critique.
Durant les années 2010, elle apparaît à la télévision, et se replie vers des seconds rôles, qui lui permettent de regagner les faveurs de la critique : l'actrice joue ainsi dans la comédie romantique Daydream nation (en) (2010), portée par Kat Dennings, dans le remake Footloose (2011), avec Julianne Hough, ou encore dans la suite Magic Mike XXL (2015), avec Channing Tatum et le drame Line of Fire (2017). L'actrice finit par porter de nouveau un long-métrage, le drame indépendant Love After Love, écrit et réalisé par Russell Harbaugh, qui reçoit d'excellentes critiques.
En 2019, elle seconde la jeune actrice australienne montante Samara Weaving dans le film d'horreur Wedding Nightmare,,. Doté d'un budget de production de seulement 6 millions de dollars, le film est rapidement rentabilisé lors de sa sortie en salles, en plus d'une réception critique globalement favorable.
En 2025, lors du festival de Cannes, elle annonce revenir en France dans le second long métrage de Charlotte Dauphin intitulé Melpomène aux côtés de Charlotte Dauphin, Marisa Berenson, Pascal Greggory, Finnegan Oldfield et Marie-Agnès Gillot .

### Vie privée
Andie MacDowell a été mariée de 1986 à 1999 à l'ancien mannequin américain Paul Qualley. Le couple a eu trois enfants : un fils, Justin, né en 1986, et deux filles, Rainey Qualley, née en 1989, (Miss Golden Globe 2012) et Margaret Qualley, née en 1994 et devenue actrice à succès. Puis elle a été mariée à l'homme d'affaires Rhett DeCamp Hartzog, de 2001 à 2004.
De 2013 à 2023, MacDowell réside à Marina del Rey, en Californie.

## Filmographie

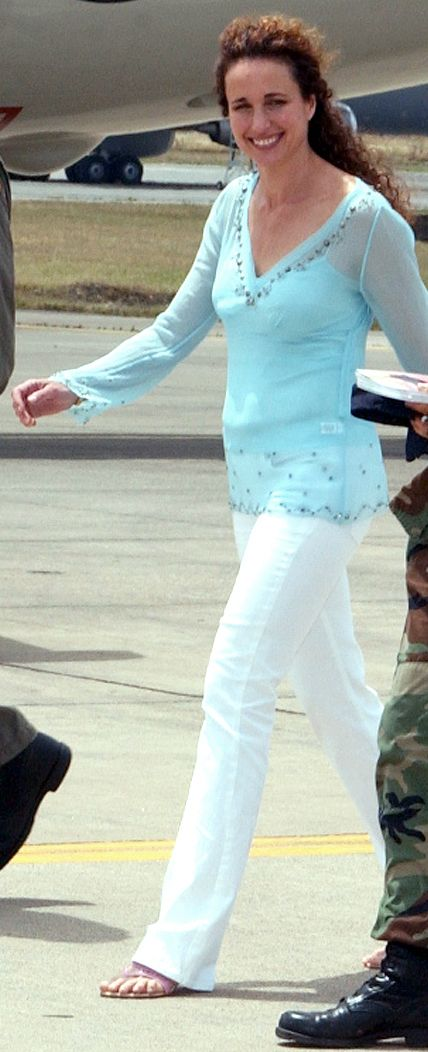
L'actrice lors de la visite d'une base navale américaine.

### Cinéma

#### Années 1980
- 1983 : Greystoke, la légende de Tarzan (Greystoke: The Legend of Tarzan, Lord of the Apes) d'Hugh Hudson : Jane Porter
- 1985 : St. Elmo's Fire de Joel Schumacher : Dale Biberman
- 1989 : Sexe, Mensonges et Vidéo (Sex, Lies, and Videotape) de Steven Soderbergh : Ann

#### Années 1990
- 1990 : Green Card de Peter Weir : Brontë
- 1991 : Hudson Hawk, gentleman et cambrioleur (Hudson Hawk) de Michael Lehmann : Anna Baragli
- 1991 : Les Imposteurs (The Object of Beauty) de Michael Lindsay-Hogg : Tina
- 1992 : The Player de Robert Altman : Elle-même
- 1993 : Le Rubis du Caire (Ruby Cairo) de Graeme Clifford : Bessie Faro
- 1993 : Un jour sans fin (Groundhog Day) d'Harold Ramis : Rita
- 1993 : Short Cuts de Robert Altman : Ann Finnigan
- 1994 : Quatre Mariages et un enterrement (Four Weddings and a Funeral) de Mike Newell : Carrie
- 1994 : Belles de l'Ouest (Bad Girls) de Jonathan Kaplan : Eileen Spenser
- 1995 : Les Liens du souvenir (Unstrung Heroes) de Diane Keaton : Selma Lidz
- 1996 : Mes doubles, ma femme et moi (Multiplicity) d'Harold Ramis : Laura Kinney
- 1996 : Michael de Nora Ephron : Dorothy Winters
- 1997 : The End of Violence de Wim Wenders : Paige Stockard
- 1998 : Gary & Linda de Richard Wenk : Linda Palinski
- 1998 : Shadrach (en) de Susanna Styron : Trixie
- 1999 : Les Muppets dans l'espace (Muppets From Space) de Tim Hill : Shelley Snipes
- 1999 : La Muse (The Muse) d'Albert Brooks : Laura Phillips

#### Années 2000
- 2000 : Harrison's Flowers d'Élie Chouraqui : Sarah Lloyd
- 2001 : Potins mondains et amnésies partielles (Town and Country) de Peter Chelsom : Eugenie
- 2001 : Crush : Le Club des frustrées (Crush) de John McKay (en) : Kate
- 2002 : Ginostra de Manuel Pradal : Jessie
- 2005 : Beauty Shop de Bille Woodruff : Terri
- 2005 : Le Dernier signe (en) (The Last Sign) de Douglas Law : Kathy MacFarlane
- 2005 : Tara Road de Gillies MacKinnon : Marilyn Vine
- 2006 : La Ferme en folie (Barnyard) de Steve Oedekerk : Etta, la poule (voix)
- 2007 : Intervention (en) de Mary McGuckian : Kelly
- 2008 : Inconceivable (en) de Mary McGuckian : Charlotte "Lottie" Louise du Bose
- 2009 : Mon père et ses 6 veuves (The Six Wives of Henry Lefay) d'Howard Michael Gould (en) : Kate

#### Années 2010
- 2010 : Dark Side de Jonathan Mossek : Helen
- 2011 : The 5th Quarter (en) de Rick Bieber : Maryanne Abbate
- 2010 : Happiness runs (en) d'Adam Sherman : La mère de Victor
- 2010 : Daydream Nation de Michael Goldbach : Enid Goldberg
- 2011 : Mighty Fine de Debbie Goodstein : Stella Fine
- 2011 : Footloose de Craig Brewer : Vi Moore
- 2011 : Bienvenue à Monte-Carlo (Monte Carlo) de Thomas Bezucha : Pam
- 2012 : Le Berceau du mal (Breaking at the Edge) de Predrag Antonijević : Dr Gohzland
- 2015 : Magic Mike XXL de Gregory Jacobs : Nancy Davidson
- 2017 : Line of Fire (Only the Brave) de Joseph Kosinski : Marvel Steinbrink
- 2018 : Paper Year (en) de Rebecca Addelman (en) : Joanne Winters
- 2017 : Love After Love de Russell Harbaugh : Suzanne
- 2017 : Noël à Snow Falls (en) (Christmas Inheritance) d'Ernie Barbarash : Debbie Collins
- 2019 : Juste pour rire (The Last Laugh) de Greg Pritikin (en) : Doris Lovejoy
- 2019 : Wedding Nightmare (Ready or Not) de Matt Bettinelli-Olpin et Tyler Gillett : Becky

#### Années 2020
- 2020 : No Man's Land de Conor Allyn (en) : Monica
- 2022 : En route pour l'avenir (Along for the Ride) de Sofia Alvarez (en) : Victoria
- 2022 : Good Girl Jane (en) de Sarah Elizabeth Mintz : Ruth Rosen
- 2023 : My Happy Ending (en) de Sharon Maymon et Tal Granit : Julia
- 2023 : L'Autre Zoey (en) (The Other Zoey) de Sara Zandieh (en) : Connie MacLaren
- 2024 : Red Right Hand (en) d'Eshom Nelms et Ian Nelms : Big Cat
- 2024 : Goodrich (en) d'Hallie Meyers-Shyer : Ann
- 2024 : A Sudden Case of Christmas (en) de Peter Chelsom : Rose
- 2025 : Melpomène de Charlotte Dauphin : Lady Rain

### Télévision

#### Séries télévisées
- 1988 : Le Secret du Sahara (Il segreto del Sahara) : Anthea
- 1988 : Spenser : Maggie
- 2003 : The Practice : Donnell et Associés (The Practice) : Grace Chapman
- 2010 : Lone Star : Alex
- 2012 : 30 Rock : Claire Williams
- 2012 : Jane by Design : Gray Chandler Murray
- 2013 - 2015 : Retour à Cedar Cove (Cedar Cove) : Olivia Lockhart
- 2017 : Trial and Error : Margaret Henderson
- 2019 : Cuckoo : Ivy Mittelfart
- 2019 : Quatre mariages et un enterrement (en) (Four Weddings and a Funeral) : Madame Howard
- 2020 : The Dress Up Gang : Andie
- 2020 : Wireless (en) : Elaine Braddock
- 2021 : Mr Mayor : Elle-même
- 2021 : Maid : Paula Langley
- 2023 : King Star King : Katrina (voix)
- 2023 - 2025 : The Way Home (en) : Del Landry

#### Téléfilms
- 1991 : Women & Men 2 : In Love There Are No Rules de Kristi Zea (en) : Emily
- 2001 : Dinner with Friends de Norman Jewison : Karen
- 2001 : On the Edge (Reaching Normal) d'Anne Heche : Lisa Waverly
- 2005 : Riding the Bus with my Sister (en) d'Anjelica Huston : Rachel Simon
- 2008 : The Prince of Motor City de Jack Bender : Gertrude Hamilton
- 2010 : Patricia Cornwell : Tolérance zéro (At Risk) de Tom McLoughlin : Monique Lamont
- 2010 : Trompe-l'œil (The Front) de Tom McLoughlin : Monique Lamont
- 2017 : At Home in Mitford de Gary Harvey : Cynthia Coppersmith
- 2018 : La Maison sur la plage (en) (The Beach House) de Roger Spottiswoode : Lovie
- 2020 : Dashing in December (en) de Jake Helgren (en) : Deb Burwall

## Distinctions

### Récompenses
- 16e cérémonie des Los Angeles Film Critics Association Awards 1990 : Meilleure actrice dans une comédie dramatique pour Sexe, Mensonges et Vidéo (Sex, Lies, and Videotape)
- 1990 : Film Independent's Spirit Awards de la meilleure actrice principale dans une comédie dramatique pour Sexe, Mensonges et Vidéo (Sex, Lies, and Videotape)
- Venice Film Festival 1993 : Lauréate du Prix Spéciale Coupe Volpi de la meilleure distribution dans une comédie dramatique pour Short Cuts, partagée avec Bruce Davison, Jack Lemmon, Zane Cassidy, Julianne Moore, Matthew Modine, Anne Archer, Fred Ward, Jennifer Jason Leigh, Chris Penn, Joseph C. Hopkins, Josette Maccario, Lili Taylor, Robert Downey Jr., Madeleine Stowe, Tim Robbins, Cassie Friel, Dustin Friel, Austin Friel, Lily Tomlin, Tom Waits, Frances McDormand, Peter Gallagher, Jarrett Lennon, Annie Ross, Lori Singer, Lyle Lovett, Buck Henry, Huey Lewis et Danny Darst
- 51e cérémonie des Golden Globes 1994 : Contribution spéciale de la meilleure distribution dans une comédie dramatique pour Short Cuts, partagée avec Bruce Davison, Jack Lemmon, Zane Cassidy, Julianne Moore, Matthew Modine, Anne Archer, Fred Ward, Jennifer Jason Leigh, Chris Penn, Joseph C. Hopkins, Josette Maccario, Lili Taylor, Robert Downey Jr., Madeleine Stowe, Tim Robbins, Cassie Friel, Dustin Friel, Austin Friel, Lily Tomlin, Tom Waits, Frances McDormand, Peter Gallagher, Jarrett Lennon, Annie Ross, Lori Singer, Lyle Lovett, Buck Henry, Huey Lewis, Danny Darst, Margery Bond, Robert DoQui, Darnell Williams, Michael Beach, Andi Chapman, Deborah Falconer, Susie Cusack, Charles Rocket et Jane Alden
- 20e cérémonie des Saturn Awards 1994 : Meilleure actrice dans une comédie fantastique pour Un jour sans fin (Groundhog Day)
- 23e cérémonie des César 1998 : Lauréate du Prix du César d'honneur
- Festival du film de Taormine 2005 : Lauréate du Prix Taormina Arte.
- 2019 : Ethnic Multicultural Media Awards de la meilleure actrice dans un court-métrage télévisée pour One Red Nose Day and a Wedding (2019).

### Nominations
- 55e cérémonie  des New York Film Critics Circle Awards 1990 : Meilleure actrice dans une comédie dramatique pour Sexe, Mensonges et Vidéo (Sex, Lies, and Videotape) (1989).
- 2e cérémonie des Chicago Film Critics Association Awards 1990 : Meilleure actrice dans une comédie dramatique pour Sexe, Mensonges et Vidéo (Sex, Lies, and Videotape) (1989).
- 47e cérémonie des Golden Globes 1990 : Meilleure actrice dans une comédie dramatique pour Sexe, Mensonges et Vidéo (Sex, Lies, and Videotape) (1989).
- 1990 : National Society of Film Critics Awards de la meilleure actrice dans une comédie dramatique pour Sexe, Mensonges et Vidéo (Sex, Lies, and Videotape) (1989).
- 48e cérémonie des Golden Globes 1991 : Meilleure actrice dans une comédie dramatique pour Green Card (1990).
- 6e cérémonie des Chicago Film Critics Association Awards 1994 : Meilleure actrice dans une comédie dramatique pour Green Card (1990).
- 1993 : Awards Circuit Community Awards  de la meilleure distribution dans une comédie dramatique pour Short Cuts (1993) partagée avec Bruce Davison, Jack Lemmon, Zane Cassidy, Julianne Moore, Matthew Modine, Anne Archer, Fred Ward, Jennifer Jason Leigh, Chris Penn, Joseph C. Hopkins, Josette Maccario, Lili Taylor, Robert Downey Jr., Madeleine Stowe, Tim Robbins, Cassie Friel, Dustin Friel, Austin Friel, Lily Tomlin, Tom Waits, Frances McDormand, Peter Gallagher, Jarrett Lennon, Annie Ross, Lori Singer, Lyle Lovett, Buck Henry, Huey Lewis, Danny Darst, Margery Bond, Robert DoQui, Darnell Williams, Michael Beach, Andi Chapman, Deborah Falconer, Susie Cusack, Charles Rocket et Jane Alden.
- 52e cérémonie des Golden Globes 1995 : Meilleure actrice dans une comédie romantique pour Quatre mariages et un enterrement (Four Weddings and a Funeral) (1994).
- David di Donatello Awards 1995 : Meilleure actrice étrangère dans une comédie romantique pour Quatre mariages et un enterrement (Four Weddings and a Funeral) (1994).
- 1997 : Golden Camera de la meilleure actrice dans une comédie fantastique pour Michael (1996).
- 2019 : Fright Meter Awards de la meilleure actrice dans un second rôle dans une comédie horrifique pour Wedding Nightmare (Ready or Not) (1996).
- 2021 : Pena de Prata de la meilleure actrice dans un second rôle dans une série télévisée dramatique pour Maid (2021).
- 2022 : AARP Movies for Grownups Awards de la meilleure actrice dans un second rôle dans une série télévisée dramatique pour Maid (2021).
- 2022 : Gold Derby Awards de la meilleure actrice dans un second rôle dans une série télévisée dramatique pour Maid (2021).
- 79e cérémonie des Golden Globes 2022 : Meilleure actrice dans un second rôle dans une série musicale, comique ou dramatique pour Maid (2021).
- 2022 : Hollywood Critics Association Television Awards de la meilleure actrice dans un second rôle dans une série télévisée dramatique pour Maid (2021).
- 2022 : Online Film & Television Association Awards de la meilleure actrice dans un second rôle dans une série télévisée dramatique pour Maid (2021).

## Voix francophones
En France, Rafaèle Moutier est la voix régulière d'Andie MacDowell, l'ayant doublée a dix-sept reprises depuis 1991. Entre 1993 et 2019, Odile Cohen lui a également prêté sa voix à onze reprises.
Au Québec, Élise Bertrand et Marie-Andrée Corneille sont les voix québécoises régulières de l'actrice. 
En France
| - Rafaèle Moutier dans : - Hudson Hawk, gentleman et cambrioleur - Un jour sans fin - Les Muppets dans l'espace - Harrison's Flowers - Tara Road - Beauty Shop - Dark Side (en) - Footloose - Magic Mike XXL - Trial & Error (série télévisée) - Noël à Snow Falls (en) - Line of Fire - Juste pour rire - Wedding Nightmare - Maid (mini-série) - En route pour l'avenir - L'Autre Zoey (en) - Odile Cohen dans : - Le Rubis du Caire - Quatre mariages et un enterrement - The End of Violence - Crush : Le Club des frustrées - L'Oréal (publicité - avant 2003) - Le Dernier Signe (en) - Bienvenue à Monte-Carlo - Retour à Cedar Cove (série télévisée) - La Maison sur la plage (en) (téléfilm) - Bio Andie MacDowell (documentaire) - Quatre mariages et un enterrement (en) (mini-série) | - Déborah Perret dans : - Belles de l'Ouest - Gary et Linda - Potins mondains et amnésies partielles - The Practice : Donnell et Associés (série télévisée) - Véronique Augereau dans : - L'Oréal (publicité - après 2003) - Breaking at the Edge (no) Et aussi - Véronique Leblanc dans Greystoke, la légende de Tarzan - Isabelle Ganz dans St. Elmo's Fire - Marion Loran dans Sexe, Mensonges et Vidéo - Sabine Haudepin dans Green Card - Michèle Buzynski dans Mes doubles, ma femme et moi - Nathalie Juvet dans Michael - Danièle Douet dans Ginostra - Emmanuèle Bondeville dans Dinner with Friends (téléfilm) - Gaëlle Savary dans La Ferme en folie (voix) |

Au Québec
| - Élise Bertrand dans : - Multiplicité - La Ronde des cocus - Retour à Cedar Cove (série télévisée) - Magic Mike XXL - Seuls les Braves - Marie-Andrée Corneille dans : - L'Archange - La fin de la violence - Le 5ème Quartier (en) - De la folie dans l'air (en) - Prêt pas prêt | Et aussi - Claudine Chatel dans Hudson Hawk, gentleman et cambrioleur - Linda Roy dans Le Jour de la marmotte |